# Ichthyophiidae
Ichthyophiidae is een familie van wormsalamanders (orde Gymnophiona). De groep werd voor het eerst wetenschappelijk beschreven door Edward Harrison Taylor in 1968.
Er zijn 53 soorten in twee geslachten. De soorten komen voor in delen van Azië en leven in de landen China, de Filipijnen, India, de Maleise Archipel en Thailand.

## Taxonomie
Familie Ichthyophiidae
- Geslacht Kleverige wormsalamanders (Ichthyophis)
- Geslacht Uraeotyphlus